# Генчо Кънев
 Тази статия е за Уста Генчо.  За Уста Генчо Малкия вижте Генчо Новаков.  
Гèнчо Къ̀нев, наричан уста̀ Генчо Кънев, е български майстор строител и самоук архитект от епохата на Възраждането.

## Биография
Генчо Кънев е роден в колиби Генчовци, Тревненско през 1829 г. Първоначално работи с баща си уста Къньо, известен майстор-строител. След това се школува при архитектон Димитър Сергюв. Като натрупва опит, става пръв майстор (уста, устбашия) и започва самостоятелна работа. Той е първият български строител, който въвежда предприемачеството като форма на строителна организация.
Убит е за да бъде ограбен на 5 март 1890 г. на път с лодка от Поморие за Бургас. Погребан е на брега при по-късно възникналото село Сарафово, Бургаско.
Ученик на Генчо Кънев е Генчо Новаков (Уста Генчо Малкия) – известен възрожденски майстор.

## Строителна дейност
Построени от Генчо Кънев преди и след Освобождението са много църкви, училища и други.
Изградени от него са църквите:
- „Успение Богородично, св. св. Кирил и Методий и Св. Николай“ в гр. Тутракан (1863);
- „Успение Богородично“ в Габрово (1866);
- „Свети Архангел Михаил“ в Калофер (1869);
- „Света Троица“ в Севлиево (1870);
- „Св. св. Кирил и Методий“ в Свищов (около 1873);
- камбанарията на църквата „Света Троица (Свищов)“ (1883 – 86);
- катедрала „Успение Богородично" във Варна (1886);
- католическа църква „Свети Архангел Михаил“ в село Трънчовица (1874);
- „Свети Димитър“ във Видин (1889);
- „Св. св. Кирил и Методий“ в Созопол;
- „Рождество Богородично“ в Поморие (1890).

Построени от Генчо Кънев училища в следните градове и села:
- село Боженци, Габровско (1872);
- град Върбица (1873, с М. Иванов);
- град Троян (1881, по-късно Музей на народните художествени занаяти и приложните изкуства).
- Варненска мъжка гимназия „Фердинанд І“, във Варна (1879, по чужд проект).

Генчо Кънев довършва изграждането на Априловската гимназия в Габрово.
Заедно с Никола Фичев участва в строителството на Беленския мост.

## Памет
На Уста Генчо е наречена улица в кварталите „Разсадник-Коньовица“ и „Красна поляна 3“ в София (Карта).

## Галерия
- „Свето Успение Богородично“, Габрово
- „Свето Успение Богородично“, Варна
- „Свети великомъченик Димитър Солунски“, Видин